# هایک ماروتیان
هایک ماروتیان (ارمنی: Հայկ Մարության؛ زادهٔ ۱۸ دسامبر ۱۹۷۶) بازیگر، بازیگر سینما، و سیاستمدار اهل ارمنستان است. وی از سال ۱۹۹۶ میلادی تاکنون مشغول فعالیت بوده است. وی در سپتامبر ۲۰۱۸ به عنوان شهردار ایروان برگزیده شد.

## گزیده فیلمشناسی
از فیلم‌ها یا برنامه‌های تلویزیونی که وی در آن نقش داشته است می‌توان به سوپر مامای ۲ (۲۰۱۷) اشاره کرد.

## نگارخانه

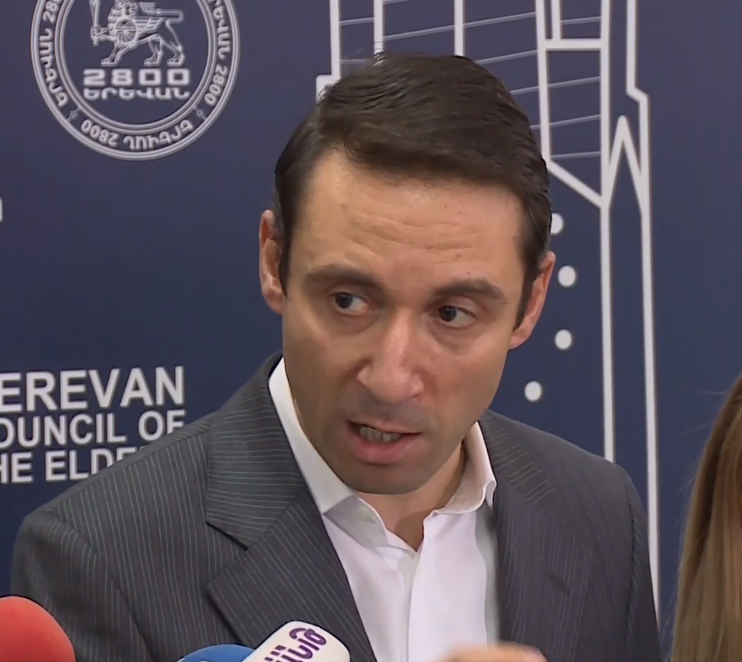